# Linz am Rhein
Linz am Rhein (in English Linz on the Rhine) là một đô thị ở huyện Neuwied, bang Rheinland-Pfalz, nước Đức. Đô thị Linz am Rhein có diện tích 17,98 km². Đô thị này tọa lạc bên hữu ngạn sông Rhine gần Remagen, cự ly khoảng 25 km về phía đông nam của Bonn và có khoảng 6000 dân. Đô thị Linz am Rhein kết nghĩa với Marietta, Georgia ở Hoa Kỳ, Linz ở Áo và Pornic ở Pháp.
Linz là thủ phủ của Verbandsgemeinde ("đô thị tập thể") Linz am Rhein.

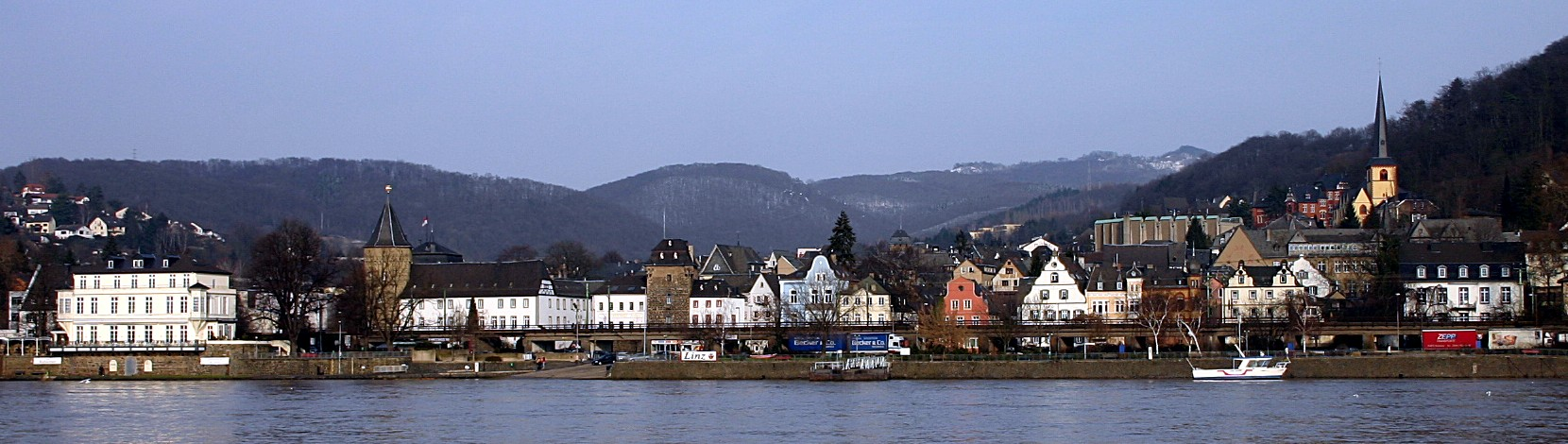
Cảnh Linz